# Gran Premio del Mediterraneo 1952 (ciclismo)
Il Gran Premio del Mediterraneo 1952, prima ed unica edizione della corsa, si svolse dall'8 al 16 novembre 1952 su un percorso di 1752 km, suddiviso su 9 tappe (la sesta suddivisa in 2 parti). La vittoria fu appannaggio dell'italiano Fausto Coppi, che completò il percorso in 24h40'33", precedendo i connazionali Fiorenzo Magni e Giuseppe Minardi.

## Tappe
| Tappa  | Data        | Percorso                               | km   | Vincitore di tappa   | Leader cl. generale |
| ------ | ----------- | -------------------------------------- | ---- | -------------------- | ------------------- |
| 1ª     | 8 novembre  | Napoli > Foggia                        | 183  | Fausto Coppi         | Fausto Coppi        |
| 2ª     | 9 novembre  | Foggia > Bari (cron. a squadre)        | 126  | Bianchi-Pirelli      | Fausto Coppi        |
| 3ª     | 10 novembre | Bari > Taranto                         | 182  | Arrigo Padovan       | Fausto Coppi        |
| 4ª     | 11 novembre | Taranto > Cosenza                      | 207  | Raymond Guégan       | Fausto Coppi        |
| 5ª     | 12 novembre | Cosenza > Reggio Calabria              | 232  | Waldemaro Bartolozzi | Fausto Coppi        |
| 6ª-1   | 13 novembre | Messina > Catania                      | 100  | Primo Volpi          | Fausto Coppi        |
| 6ª-2   | 13 novembre | Catania > Siracusa (cron. individuale) | 65   | Fausto Coppi         | Fausto Coppi        |
| 7ª     | 14 novembre | Siracusa > Enna                        | 235  | Giancarlo Astrua     | Fausto Coppi        |
| 8ª     | 15 novembre | Enna > Sciacca                         | 181  | Giulio Bresci        | Fausto Coppi        |
| 9ª     | 16 novembre | Sciacca > Palermo                      | 242  | Giovanni Corrieri    | Fausto Coppi        |
| Totale | Totale      | Totale                                 | 1752 |                      |                     |

## Dettagli delle tappe

### 1ª tappa
- 8 novembre: Napoli > Foggia – 183 km

Risultati
| Pos. | Corridore        | Squadra | Tempo    |
| ---- | ---------------- | ------- | -------- |
| 1    | Fausto Coppi     | Bianchi | 5h04'28" |
| 2    | Fiorenzo Magni   | Ganna   | s.t.     |
| 3    | Giuseppe Minardi | Legnano | s.t.     |

| Pos. | Corridore    | Squadra | Tempo |
| ---- | ------------ | ------- | ----- |
| 1    | Fausto Coppi | Bianchi | ?     |

### 2ª tappa
- 9 novembre: Foggia > Bari – Cronometro a squadre – 126 km

Risultati
| Pos. | Squadra | Tempo    |
| ---- | ------- | -------- |
| 1    | Bianchi | 2h56'12" |
| 2    | Legnano | a 2'00"  |
| 3    | Ganna   | a 2'26"  |

| Pos. | Corridore    | Squadra | Tempo |
| ---- | ------------ | ------- | ----- |
| 1    | Fausto Coppi | Bianchi | ?     |

### 3ª tappa
- 10 novembre: Bari > Taranto – 182 km

Risultati
| Pos. | Corridore         | Squadra | Tempo    |
| ---- | ----------------- | ------- | -------- |
| 1    | Arrigo Padovan    | Atala   | 4h48'53" |
| 2    | Giovanni Corrieri | Bartali | a 9"     |
| 3    | Fiorenzo Magni    | Ganna   | s.t.     |

| Pos. | Corridore    | Squadra | Tempo |
| ---- | ------------ | ------- | ----- |
| 1    | Fausto Coppi | Bianchi | ?     |

### 4ª tappa
- 11 novembre: Taranto > Cosenza – 207 km

Risultati
| Pos. | Corridore       | Squadra   | Tempo    |
| ---- | --------------- | --------- | -------- |
| 1    | Raymond Guégan  | Gitane    | 6h43'59" |
| 2    | Luciano Maggini | Atala     | s.t.     |
| 3    | Serge Blusson   | Stella W. | s.t.     |

| Pos. | Corridore    | Squadra | Tempo |
| ---- | ------------ | ------- | ----- |
| 1    | Fausto Coppi | Bianchi | ?     |

### 5ª tappa
- 12 novembre: Cosenza > Reggio Calabria – 232 km

Risultati
| Pos. | Corridore            | Squadra | Tempo    |
| ---- | -------------------- | ------- | -------- |
| 1    | Waldemaro Bartolozzi | Atala   | 6h43'59" |
| 2    | Michele Gismondi     | Bianchi | s.t.     |
| 3    | Nino Assirelli       | Arbos   | s.t.     |

| Pos. | Corridore    | Squadra | Tempo |
| ---- | ------------ | ------- | ----- |
| 1    | Fausto Coppi | Bianchi | ?     |

### 6ª tappa, 1ª semitappa
- 13 novembre: Messina > Catania – 100 km

Risultati
| Pos. | Corridore         | Squadra | Tempo    |
| ---- | ----------------- | ------- | -------- |
| 1    | Primo Volpi       | Arbos   | 2h52'22" |
| 2    | Giovanni Corrieri | Tebag   | s.t.     |
| 3    | Luciano Maggini   | Atala   | s.t.     |

| Pos. | Corridore    | Squadra | Tempo |
| ---- | ------------ | ------- | ----- |
| 1    | Fausto Coppi | Bianchi | ?     |

### 6ª tappa, 2ª semitappa
- 13 novembre: Catania > Siracusa – Cronometro individuale – 65 km

Risultati
| Pos. | Corridore      | Squadra   | Tempo    |
| ---- | -------------- | --------- | -------- |
| 1    | Fausto Coppi   | Bianchi   | 1h38'48" |
| 2    | Louison Bobet  | Stella W. | ?        |
| 3    | Fiorenzo Magni | Ganna     | ?        |

| Pos. | Corridore    | Squadra | Tempo |
| ---- | ------------ | ------- | ----- |
| 1    | Fausto Coppi | Bianchi | ?     |

### 7ª tappa
- 14 novembre: Siracusa > Enna – 235 km

Risultati
| Pos. | Corridore        | Squadra | Tempo    |
| ---- | ---------------- | ------- | -------- |
| 1    | Giancarlo Astrua | Atala   | 8h50'10" |
| 2    | Fausto Coppi     | Bianchi | a 7"     |
| 3    | Gino Bartali     | Tebag   | a 12"    |

| Pos. | Corridore    | Squadra | Tempo |
| ---- | ------------ | ------- | ----- |
| 1    | Fausto Coppi | Bianchi | ?     |

### 8ª tappa
- 15 novembre: Enna > Sciacca – 181 km

Risultati
| Pos. | Corridore      | Squadra | Tempo    |
| ---- | -------------- | ------- | -------- |
| 1    | Giulio Bresci  | Bartali | 5h26'18" |
| 2    | Luciano Pezzi  | Atala   | s.t.     |
| 3    | Pietro Giudici | Ganna   | s.t.     |

| Pos. | Corridore    | Squadra | Tempo |
| ---- | ------------ | ------- | ----- |
| 1    | Fausto Coppi | Bianchi | ?     |

### 9ª tappa
- 16 novembre: Sciacca > Palermo – 241 km

Risultati
| Pos. | Corridore         | Squadra | Tempo    |
| ---- | ----------------- | ------- | -------- |
| 1    | Giovanni Corrieri | Bartali | 8h09'11" |
| 2    | Fiorenzo Magni    | Ganna   | s.t.     |
| 3    | Luciano Maggini   | Atala   | s.t.     |

| Pos. | Corridore        | Squadra | Tempo     |
| ---- | ---------------- | ------- | --------- |
| 1    | Fausto Coppi     | Bianchi | 54h34'07" |
| 2    | Fiorenzo Magni   | Ganna   | a 6'32"   |
| 3    | Giuseppe Minardi | Legnano | a 9'12"   |

## Classifiche finali

### Classifica generale - Maglia rosa
| Pos. | Corridore          | Squadra         | Tempo     |
| ---- | ------------------ | --------------- | --------- |
| 1    | Fausto Coppi       | Bianchi-Pirelli | 54h34'07" |
| 2    | Fiorenzo Magni     | Ganna           | a 6'32"   |
| 3    | Giuseppe Minardi   | Legnano         | a 9'12"   |
| 4    | Andrea Carrea      | Bianchi-Pirelli | a 10'26"  |
| 5    | Louison Bobet      | Stella W.       | a 10'48"  |
| 6    | Giancarlo Astrua   | Atala-Pirelli   | a 11'38"  |
| 7    | Pasquale Fornara   | Bianchi-Pirelli | a 13'38"  |
| 8    | Primo Volpi        | Arbos           | a 13'57"  |
| 9    | Virgilio Salimbeni | Ganna           | a 14'42"  |
| 10   | Michele Gismondi   | Bianchi-Pirelli | a 15'55"  |